# Thelyschista ghillanyi
Die Orchidee Thelyschista ghillanyi, die einzige Art der Gattung Thelyschista, stammt aus dem Osten Brasiliens.

## Beschreibung
Thelyschista ghillanyi ist eine relativ große, terrestrisch wachsende, krautige Pflanze. Die Wurzeln stehen büschelweise beisammen, sie sind fleischig, zylindrisch und behaart. Die Blätter bilden eine grundständige Rosette. Sie sind oval geformt, vorne enden sie spitz oder abgerundet, an der Basis laufen sie keilförmig in einen undeutlich ausgebildeten Blattstiel zu. Der Blattrand ist leicht gewellt und fast durchsichtig.
Die Blütezeit reicht von Dezember bis Februar. Der traubige Blütenstand ist aufrecht, die Spitze manchmal etwas übergeneigt. Die Blütenstandsachse ist drüsig behaart. Sie ist von lanzettlichen, behaarten und bewimperten Hochblättern teilweise umhüllt. Die ebenfalls behaarten Tragblätter sind oval und enden spitz. Der Fruchtknoten ist ungestielt, schief spindelförmig, leicht verdreht und weist schräg nach oben, er ist ebenfalls behaart. Die zahlreichen, dicht beieinander stehenden Blüten sind röhrenförmig, ihre Farbe ist hellgrün bis weiß. Die Sepalen sind einander ziemlich gleich geformt, nicht miteinander verwachsen, sie stehen etwa parallel zueinander und bilden so eine Röhre mit auswärts gebogenen Spitzen. Auf der Außenseite sind sie drüsig behaart. Die seitlichen Sepalen sind an der Basis schüsselförmig aufgeweitet. Die Petalen liegen dem dorsalen Sepal an und haften mit ihren inneren Rändern dort an, ihre Spitzen sind frei und am Rand gewellt. Die Lippe ist sitzend und ungelappt, die Seiten sind nach oben gebogen und haften der Säule an. An der keilförmigen Basis befinden sich seitlich zwei linealische Nektardrüsen, die Lippe ist dort beidseits behaart. Der mittlere Teil der Lippe ist unbehaart und oval mit glattem Rand, der vordere Teil ist rundlich mit gewelltem Rand. Die Säule ist recht fleischig und dick, unterseits behaart. Sie reicht über die Ansatzstelle am Fruchtknoten hinaus, dieser „Säulenfuß“ bildet zusammen mit der Basis der seitlichen Sepalen eine Vertiefung. Die Narbe besteht aus zwei separaten Flächen. Das Staubblatt ist schmal oval, vorne stumpf. Es wird an der Basis von einem häutigen, zweigeteilten Gewebe der Säule (Klinandrium) umgeben. Es enthält die schmal keulenförmigen Pollinien, die an einer großen, zungenförmigen Klebscheibe (Viscidium) hängen. Das Trenngewebe zwischen Staubblatt und Narbe (Rostellum) ist biegsam und dreieckig mit zweigeteilter Spitze. Die Kapselfrucht ist oval.

## Vorkommen
Thelyschista ghillanyi kommt endemisch im Osten Brasiliens auf Sandböden der Campos Rupestres in Höhenlagen zwischen 700 und 850 Meter vor. Der Lebensraum ist durch eine ausgeprägte Trockenperiode gekennzeichnet, gelegentlich kommen Brände vor.

## Systematik und botanische Geschichte
Thelyschista ghillanyi ist die einzige Art der Gattung Thelyschista. Die Art wurde 1977 von Guido Frederico João Pabst in Bradea; Boletim do Herbarium Bradeanum Band 2, Seite 166 als Odontorrhynchus ghillanyierstbeschrieben. Leslie Andrew Garay stellte die Art 1982 als Thelyschista ghillanyi (Pabst) Garay in Botanical Museum Leaflets. [Harvard University] Band 28, Teil 4, Seite 377 in eine eigene Gattung Thelyschista. Der Name Thelyschista setzt sich aus den griechischen Worten θῆλυς thelys, „weiblich“, und σχιστός schistos, „geteilt“, zusammen; er bezieht sich auf die geteilte Narbe. Das Artepitheton ehrt den brasilianischen Orchideenliebhaber Anton Baron von Ghillany (1912–2001).
Thelyschista wird innerhalb der Tribus Cranichideae in die Subtribus Spiranthinae eingeordnet. Sie ähnelt einigen Odontorrhynchus-Arten, ist aber wohl näher mit Stenorrhynchos verwandt.